# Маккефри, Тодд
Тодд Джонсон Маккефри (англ. Todd McCaffrey), родился  27 апреля 1956,  в Монтклэре (Montclair) в Нью-Джерси — американский писатель-фантаст. Второй сын Энн Маккефри.

## Биография
Тодд Маккефри родился 27 апреля 1956 года в США, где провёл большую часть детства. В 1970 переехал с семьёй в Ирландию в Дублин. В молодости мечтал стать астронавтом. В 1978 вступил в американскую армию. В 1981 он окончил школу подготовки кандидатов в офицеры. За время службы он получил благодарственную медаль армии США, медаль “За безупречную службу” и еще несколько мелких наград.
Написал с матерью продолжение цикла "Всадники Перна", также самостоятельно написал книгу "Кровь драконов" и её продолжения на английском. Ещё Тодд написал биографию  Энн Маккефри  “Dragonholder: The Life and Dreams (so Far) of Anne McCaffrey” (1999).

### Всадники Перна
- Драконий родич (Dragon's Kin) (2003) Соавтор: Маккефри, Энн
- Кровь драконов (Dragonsblood) (2005)
- Драконье пламя (Dragon's Fire) (2006) Соавтор: Маккефри, Энн
- Арфист драконов (Dragon Harper) (2007) Соавтор: Маккефри, Энн
- Сердце дракона (Dragonheart) (2008)
- Всадница (Dragongirl) (2010)
- Время драконов (Dragon’s Time) (2011) Соавтор: Маккефри, Энн
- Небесные драконы (Sky Dragons) (2012) Соавтор: Маккефри, Энн

### Прочее
- Мечи на орала (Ploughshare) [под псевдонимом Тодд Джонсон] (1993)
- Наследие (Legacy) [под псевдонимом Тодд Джонсон] (1994)
- Dragonholder: The Life and Dreams (So Far) of Anne McCaffrey (1999)
- City of Angels (Город ангелов) (2015)